# Különféle Viszonyokra Vonatkozó Papi Dolgozatok
A Különféle Viszonyokra Vonatkozó Papi Dolgozatok egy 19. század közepi magyar gyakorlati teológiai (lelkészi) könyvsorozat, amely Fördős Lajos szerkesztésében és Kókai Lajos kiadásában Budapesten jelent meg 1849–1858 között. Folytatása volt a Különféle Papi Dolgozatok (1859–1860) és a Papi Dolgozatok Különféle Esetekre (1864–1869). 1882-ben 15 kötet újra megjelent Budapesten Papi Dolgozatok Különféle Esetekre címmel.

## Jellemzői
A sorozatot Szilády László (1812–1862) kiskunhalasi református lelkész indította meg 1849-ben, de már a 2. füzettől 1850-ben Fördős Lajos (1817–1884) kunszentmiklósi, majd kecskeméti református lelkész vette át. Összesen 12 kötet (füzet) jelent meg belőle – majdnem valamennyi egy-egy munkatárs arcképével. Folytatását képezte a Különféle Papi Dolgozatok (ld. alább). Melléklete volt a Magyar Protestáns Egyházirodalmi Ismertetések és Bírálatok.
A 12 kötetből sorozat máig az egyik legnagyobb református egyházi-beszédgyűjtemény magyar nyelven. Az általánosságban 150–200 oldalas kötetek körülbelül 20 beszédet tartalmaztak, azaz a teljes sorozat beszédeinek a száma felülmúlja a 200-t. Habár azelőtt sem volt ritka, hogy egy-egy nevezetesebb hitszónok kiadta a beszédeit külön kötetben, azonban ezt nem mindenki tudta/akarta megtenni, következésképpen sok korabeli református lelkésznek csak ebben a gyűjteményben maradtak fenn a beszédei. Előfordult, hogy egy-egy lelkésztől egy kötetben több beszéd is megjelent, illetve az is, hogy több kötetben jelentek meg egy-egy lelkész beszédei.

## A Különféle Viszonyokra Vonatkozó Papi Dolgozatok egyes kötetei
| 1. kötet (2 lev., 188 l. és 1 lev.) 1849. |
| - Szilády László egyházi beszédei. |
| 2. kötet (1 lev., 192 l. és 1 lev.) 1850. |
| - Szenci Fördős Lajos egyházi beszédei. |
| 3. kötet Szilády László arcképével. (201 és 3 l.) 1852. |
| - Nagy Áron. Kinek miért és mikép kell uj év napján könyörögni? Uj évi egyházi beszéd. - Nagy Áron. Theologiae candidatus. Jézus a várost látván, síra. Virágvasárnapján. - Nagy Áron. Kicsoda, kiknek jő el? Adventben. - Nagy Áron. Elmúlik a gazdag, mint a fűnek virága. Kaszáláskor. - Nagy Áron. Megtérésről Bűnbánatkor. - Parragh János. Miként éljünk, hogy a Jézussal halhassunk meg? Nagypénteken. - Parragh János. A feltámadás bizonyos voltáról. Husvétkor. - Parragh János. A sz. lélek ereje a mi napjainkban. Pünkösdben. - Parragh János. Keresztyéni előkészület az aratáshoz. - Parragh János. Keresztyéni útmutatás az élet okos folytatására. Vásárkor. - Parragh János. A rágalmazás utálatos vétek. - Fördös Lajos. Jézus a világ világossága. Adventben. - Fördös Lajos. Jézus bölcsője mire tanít? Karácsonkor. - Fördös Lajos. Mit az isten egybeszerkesztett az ember el ne válaszsza. Farsangban. - Fördös Lajos. Lelki vendégségről. Urvacsoráláskor. - Fördös Lajos. Minden helyeken vannak az Urnak szemei. - Kulifay Zsigmond. Mire kötelez minket protestánsokat a mi külső isteni tiszteletünk egyszerűsége? Bőjtben. - Kulifay Zsigmond. A szolgai állapotról. - Nagy Áron. Isten hatalma, bölcsesége, jósága az idő változásaiban. Aratáskor. - Szivos Mihál. Takarékosság hasznairól. - Szivos Mihál. Elégületlenségről. - Dorka Illés. A paráznaság vétkes, gyalázatos és káros voltáról. - Dorka Illés. Káromkodásról. - Józsa János. Megbocsátás vagy keresztyéni nagylelkűségről. - Győri Lajos. Van Isten. - Győri Lajos. Ne ölj. - Szilágyi Antal. Az angyalokról. - Szilágyi Antal. Az ördögökről. |
| 4. kötet |
| - Zágoni Albu Ferenc. Isten és a sátán. Uj év elején. - Győri Lajos. Isten bölcs czéljai a tél rendelésében és ezen vizsgálásából származó kötelességeink. Téli, egyházi beszéd. - Győri Lajos. Fohász az idő urához a tavaszszal is télszínt mutató föld színének megujitásáért, Tavaszi. - Győri Lajos. Tudomány, vigasztalás és üdvesség Jézus e szavaiból: Tudjátok, hogy közel vagyon a nyár... tudjátok, hogy közel vagyon a Krisztus. Nyári. - Győri Lajos. Micsoda igazságokra s kötelességekre vezet e bibliai egy pár szó: Elvégződött a nyár. Őszi. - Helmeci József. Mire tanít a természet téli időszaka? Téli egyházi beszéd. - Szilágyi Antal. Mi az oka, hogy korunkban oly kevesen házasodnak s oly sokan irtóznak a házas élettől? Farsangban. - Kulifay Zsigmond. A szökőnap története s tanulságos volta. Szökő évi. - Kulifay Zsigmond. gyermekeiért áldozó Jób példája mire tanit? Farsang végén. - Kulifay Zsigmond. Növekedjetek a kegyelemben. Tavaszi. - Kulifay Zsigmond. Hála a nyárért. Nyári. - Kulifay Zsigmond. Aratási érettség az erkölcsi világban. Aratáskor. - Kulifay Zsigmond. A bolond gazdag. Aratáskor. - Kulifay Zsigmond. Nehány, az emberekre, mint megannyi gyümölcsfákra vonatkozó fontos igazságok. Bő gyümölcsterméskor. - Kulifay Zsigmond. Miért és mennyiben mondotta és mondhatta Jézus, hogy ő annak igazi szőlőtő? Uj bori urvacsorára. - Kulifay Zsigmond. Üstökös csillagokról. - Kulifay Zsigmond. Asztalmozgásról. - Kulifay Zsigmond. Szertartási beszédek. 1. Urvacsoráláskor. 2. Házasulók esketésekor. - Kiss Bálint. A böjtről. Bőjti vasárnapon. - Kiss Bálint. Miket lehet az isten munkáiból megtanulnunk? Tavaszi. - Kiss Bálint. Az ősz oktatásai. Őszi. |
| 5. kötet Szerző arcképével. (215 és 1 l.) 1854. Mellékletül: Konkordanci, vagy szentirati szókönyv. 1. és 2. ív. |
| - Kulifay Zsigmond egyházi beszédei. 1. füzet |
| 6. kötet (2 lev., 194 l. és 1 lev.) 1855. Mellékletül: Fördős konkordanciája. |
| - Kulifay Zsigmond egyházi beszédei. 2. füzet |
| 7. kötet Szívos Mihály arcképével. (4 lev. és 180 l.) 1856. Mellékletül: Magyar protestáns egyházi irodalmi ismertetések és birálatok. 3-6. ív. - Fördős Lajos konkordanciája. 8-10 ív. |
| - Kulifay Zsigmond. Az uj évi igazság és jó tanács. Év első napján. - Kulifay Zsigmond. Mint gondolkozik és miképen viseli magát a jó keresztyén a világi ditsőségre és az emberektől származó külső tisztességre nézve? Virágvasárnapi. - Kulifay Zsigmond. Judás nem volt oly elvetemedett ember, mint a milyennek közönségesen tartatik. Nagypénteki. - Kulifay Zsigmond. Mi az, a mit a bölcs és erényes embernek a feltámadásra nézve ohajtani vagy nem ohajtani szégyen. Husvéti. - Mihó László. Miképen lehetünk hívek mind halálig, hogy elnyerhessük az örök életnek koronáját. Áldozó csütörtökön, confirtimatióra előkészítő. - Mihó László. Bethlehem és Golgotha. Karácsoni. - Parragh János. A mai prédikációk kevés sikerének okai. Pünkösti. - Parragh János. Becsüljétek meg azokat kik szolgálnak és munkálkodnak az egyház szolgálatában. Bucsúzó. - Parragh János. Kereszteléskor tartott beszéd. - Nagy István. Vegyetek szent lelket. Pünkösti. - Szívos Mihály. Mikép eszközlötte Jézus, földre jöttével Isten dicsőségét s az emberek boldogságát? Karácsoni. - Szívos Mihály. Mikép kerülhetjük el a judási csókokat? Farsangi. - Szívos Mihály. A jó lelki pásztorban megkivántató tulajdonok. Beköszönő. - Szívos Mihály. Kereszteléskor tartott beszéd. - László József. Jézusnak dorgálása, figyelmeztetése, tanácsa az igéretéről megfeledkezett keresztyénhez. Confirmatió előtt. - Győri Lajos. Komoly szózat a szülőkhöz a nevelés ügyében. Iskolai év kezdetén. - Győri Lajos. Segéljétek az erőtleneket. - Daróci Mihály. Iskolatanítói hivatal fontossága és kellékei. Iskolai közvizsgálatkor. - Fördős Lajos. Esketéskor tartott szertartási beszéd. - Kossa Károly. Esketéskor tartott szertartási beszéd. |
| 8. kötet Tompa Mihály arcképével. (2 lev., 157 és 1 l.) 1856. Mellette: Magyar protest. egyház irodalmi ismertetések és birálatok. 7. ív. - Fördős Lajos konkordánciája. 11-16 ív. |
| - Kulifay Sigmond. Mellyek az igaz vallás csalhatlan megismertető jegyei? Adventi. - Kulifay Sigmond. Az élőfák hányféleképen dicsérik teremtőjüket? Tavaszi. - Daróci Mihály. Mikép járuljunk a Krisztus által megengeszteltetett Istenünkhöz? Adventi. - Széless Lajos. Párvonal a földi és mennyei birodalmak sorsa közt. Adventi. - Parragh János. Keresztyéni ajándék Jézus születése ünnepén. Karácsoni. - Simony Imre. Jézus királyságáról. Virágvasárnapi. - Simony Imre. Jézus mennybemenetelén való örömünk okairól. Áldozó csütörtöki. - Simony Imre. A téli idő vizsgálásából származó hasznos és tudományteljes igazságokról. Téli. - Simony Imre. Az Isten hozzánk atyai indulattal viseltetik. Nyári. - Simony Imre. A szőlőtőről és szőlőmunkásról. Ujbori urvacsorakor. - Albu Ferenc. Miképen kell feltámadnunk bűneinkből? Husvéti. - Albu Ferenc. Melyek a felejteni, melyek a tanulni való nyelvek? Pünkösti. - Albu Ferenc. Miért kell kevés és miért nem kell sok bort inni? Szüreti. - U. a. Szegénységet vagy gazdagságot ne adj uram! - Dienes Balázs. Mint kell várni a szent lelket? Áldozó csütörtök utáni vasárnapon. - Révész Imre. Erős buzgóság és lelkesedés nélkül semmi nagyszerűt és dicsőt nem lehet e földön kivinni. Pünkösti. - Révész Imre. Az aratásról. - László József. Aratási gondolatok. - Szívós Mihály. Őszi tanulságok. - Szívós Mihály. Jézus önkénytes önfeláldozásáról. Nagypénteki. - Szívós Mihály. A minden napi kenyér. Uj kenyéri urvacsorakor. |
| 9. kötet Szerző arcképével. (139 és 1 l.) 1857. Mellette: Fördős L. konkordánciája. 29-27. ív. |
| - Fördős Lajos egyházi beszédei. 2. füzet |
| 10. kötet Révész Imre arcképével. (2 lev. és 208 l.) 1857. Mellette: Halka Sámuel. Templomi imák advent köznapjaiban. (95 l.) Kecskeméten, 1857. Szilády Károly. |
| - Liszkay József. Mit tesz e kérdés: Valyon Jézus közinkbe lépvén, találna-e bennünk hitet? - Győri Lajos. A biblia olvasása, tanulmányozása protestáns keresztyénre nézve mulhatatlan szükséges. - Győri Lajos. Az eső az Isten hatalmának, jóságának és irgalmasságának tüköre. - Miskolczy Szígyártó István. Hogy tarthatjuk meg az élet szélveszei közt a belső nyugalmat? - Miskolczy Szígyártó István. Fösvénység munkái. Drágaság idején. - Miskolczy Szígyártó István. Kötelességünk a mások hasznával is gondolni. - Mihó László. A valódi templombajárókról. - Albu Ferenc. A kevélységről. - Szilády László. Miért nem fogamzik az ige egyenlően minden szivben? - Szilády László. A vallás egyez az okossággal, ennélfogva okos ember meg nem vetheti azt. - Szilády László. Utána függeszti Jézusnak ma is minden igaz híve szemeit. Áldozó csütörtöki. - Szilády László. Jézus vallása minden ember nyelvén tud s szól. Pünkösti. - Kolmár József. A szívnek teljességéből szól a száj. - Kolmár József. A fejedelem vallásossága, a templomnak szent dolgaiban való gyönyörködése őrző angyala a nemzet boldogságának. A fejedelem név- vagy születés napján. - Kolmár József. Isten vezérli az ember útait. Ujévi. - Tóth Ferenc. A gyermekek beoltására kötelező okok. - Kulifay Zsigmond. A beoltás ellen tetetni szokott nehézségek. - Kulifay Zsigmond. Miképen szokott az Isten az igazaknak a segitségből még ma is világosságot támasztani? Husvéti. - Kulifay Zsigmond. Jézus az igaz világosság. Karácsoni. - Kocóh Ferenc. A három pásztori áldás újév napján mint út és igazság a jövő küszöbén. Ujévi. - Basa Bálint. Az aratás feletti örömérzetet Istenre gondolás által nemesítenünk s magasabb fokra emelnünk kell. Aratási. - Basa Bálint. A borrali helyes és helytelen élésről. Szüreti. - László József. Bírák kötelességei s kötelességeik elmulasztásának következménye. Uj biró hivatalba léptekor. |
| 11. kötet (149 és 1 l.) 1858. Mellette: Kecskeméti protestáns közlöny. 1. füz. (114 és 1 l.) 1858. |
| - Peti József. Jézus Krisztus az igaz fundamentom. - Peti József. Az imádkozásról. - Peti József. Az emberi nyelv fönsége. - Kiss Gábor. Az egyház körüli szolgálatban mutatkozó hidegségről. - Czelder Márton. A keresztény vallás szabaddá teszen s a világosság és igazság terjesztésére indít. - Basa Bálint. Az isteni gondviselésről. - Kulifay Zsigmond. A rágalmazás bűnének iszonyú és rettenetes voltáról. - Kulifay Zsigmond. A hálátlanságról - Kulifay Zsigmond. Mire, mikor, mi módon és kinek kell az embert tanítani. - Kiss Bálint. A káromkodásról. - Kiss Bálint. Az Isten nem személy válogató. - Parragh János. Keresztyéni nevelés kellékei. - Simony Imre. Azon szülék boldogságáról, kik gyermekeik oktatásukról igaz lelkiismerettel gondoskodnak. - Miskolczy Szígyátó István. Egyházi gyűlésekről. Egyházmegyei gyűlést megelőző vasárnapi oktatás. - Győri Lajos. Jézus tudománya eledele a léleknek az örök életre. Úrvacsoráláskor, ujkenyér innepén. - Kovács József. A szent bor mint békesség, vigasztalás, bűnbocsánat forrása. Újbori úrvacsorakor. - Obernyik József. A fogadástételről. Úrvacsorakor. - Hérodes bűne és büntetése. Névtelentől. |
| 12. kötet (2 lev. és 131 l.) 1858. Mellette: Kecskeméti protestáns közlöny. 2. füz. (126 és 1 l.) |
| - Helmeczi József. Uj évi kérdés. - Kulifay Zsigmond. Husvéti öröm. - Kulifay Zsigmond. A szivárvány és Jézus közti hasonlatosság. Áldozó csütörtöki. - Kulifay Zsigmond. Isten irgalma, melyet az emberi nem irányában a szent lélek kitöltése és a Jézus halála által megdicsőitett. Pünkösti. - Kulifay Zsigmond. Jézus négy rendbeli eljöveteléről. Adventi. - Liszkay József. Egyezik-e a keresztyénség mai élete vallásos fogalmai - s ismereteivel? Advent első vasárnapjára. - Szász Károly. Komoly vizsgálat az iránt: méltók vagyunk-e az eljövendő Jézus hívei közé számíttatni? Advent 4. vasárnapjára. - Szász Károly. Jézus szenvedései. Bőjt első vasárnapján. - Szász Károly. Az emberi sors változandósága. Virágvasárnapi. - Végh Sándor. Mit adjunk a született Jézusnak? Karácsoni. - Dorka Illés. Hitünk nagy titkáról. Karácsoni. - Dorka Illés. Jézus a kánai menyegzőben. Farsangi. - Győri Lajos. Napjaink mulandósága mire tanít? Esztendő utolsó vasárnapján. - Peti József. Az ó és uj emberről. Év utolsó napján. - Miskolczy Szígyártó István. A házas állapot becse és méltósága, és azon következések, melyek abból a mi magunkviseletére nézve származnak. Farsangi. - Márk Pál. Az örömnapja könnyen válhatik vétek alapjává. |

## Magyar Protestáns Egyházirodalmi Ismertetések és Bírálatok
Ívenként mellékelve a Különféle viszonyokra vonatkozó papi dolgozatok köteteihez 1855-re jelent meg belőle egy füzetnyi Fördős Lajos szerkesztésében. A folytatása elmaradt.

## Különféle Papi Dolgozatok
1859–1860-ban adta ki három kötetét Szász Károly, mint a Különféle viszonyokra vonatkozó papi dolgozatok új folyamát. Folytatása volt a „Papi dolgozatok különféle esetekre”.

## Papi Dolgozatok Különféle Esetekre
1864-től 1869-ig jelent meg a Különféle papi dolgozatok folytatásaként Fördős Lajos szerkesztésében, három füzetben.
1882-ben 15 kötetet ismét kiadott Kókai Lajos Papi Dolgozatok Különféle Esetekre címmel Budapesten:
- I. Szilágyi László. Egyházi beszédek. (192 l.)
- II. Fördős Lajos. Egyházi beszédek I. (193 l.)
- III–IV. Vegyes egyházi beszédek. 1. 2. (409 l.)
- V–VI. Kulifai Zs. Egyházi beszédek. 1. 2. (409 l.)
- VII–VIII. Vegyes egyházi beszédek és imák. 3. 4. (341 l.)
- IX. Fördős Lajos. Egyházi beszédek. 2. (138 l.)
- X–XII. Vegyes egyházi beszédek és imák. 5–7. (488 l.)
- XIII. Fördős Lajos. Egyházi beszédek. 3. (231 l.)
- XIV. Vegyes egyházi beszédek. 8. (201 l.)
- XV. Kulifai Zs. Egyházi beszédek. 3. (205 l.) – a Kecskeméti Lelkészi Tárban is megjelent kötet